# Merichas
Merichas (griechisch Μέριχας (m. sg.)) ist ein Küstenort auf der griechischen Insel Kythnos, mit dem gleichnamigen Haupthafen der Insel t. Laut Volkszählung 2011 belief sich die Einwohnerzahl in jenem Jahr auf 369 Einwohnern.

## Geografie
Merihas liegt im westlichen Teil der Insel Kythnos, 7 km von der Chora, dem Hauptort entfernt und ist der Haupthafen von Dryopida.
Nördlich von Merihas befinden sich die archäologische Stätte von Vryokastro, der antiken Hauptstadt von Kythnos, sowie die Felseninsel Vryokastraki.

## Entwicklung
Der Inselname lässt sich auf die Myrrhepflanze zurückführen. Die Bucht wurde bereits im 16. Jahrhundert von dem griechischen Seefahrer und Kartographen Antonio da Millo unter dem Namen Merza erwähnt.
Im 19. Jahrhundert galt Merihas als sicherer und großer Hafen. Zu jener Zeit entstanden auch die ersten Töpferöfen, von denen einige bis Mitte des nächsten Jahrhunderts in Betrieb blieben.
In den 1940er Jahren entwickelte sich Merihas zum wichtigsten Meereshafen der Insel mit mehreren Fischerfamilien als ständigen Bewohnern. In den 1970er Jahren wurde mit dem Bau des Hafens begonnen, um das Anlegen von Booten zu ermöglichen, und in den 2000er Jahren wurden Restaurierungs- und Erweiterungsarbeiten durchgeführt.
Seit den 1940er Jahren gehörte Merihas verwaltungstechnisch zur Präfektur von Dryopida. Im Jahr 1997 wurde es im Zuge der Reform des Kapodistriasplans der Gemeinde Kythnos unterstellt, zu der es bis heute gehört.
Heutzutage ist Merihas der Haupthafen von Kythnos und verbindet die Insel mit den Häfen von Piräus, Lavrio und mit den übrigen Kykladeninseln. Er ist eines der wichtigsten Wohngebiete der Insel und in den Sommermonaten eine Touristenattraktion.